# Нюендейк
Нюендейк (нід. Nieuwendijk) — село в нідерландській провінції Північний Брабант. Входить до муніципалітету Алтена.
Його площа — 10,13 км², а населення станом на 2021 рік становило 3660 осіб.
Перша згадка про населений пункт датується 1468 роком.

## Галерея

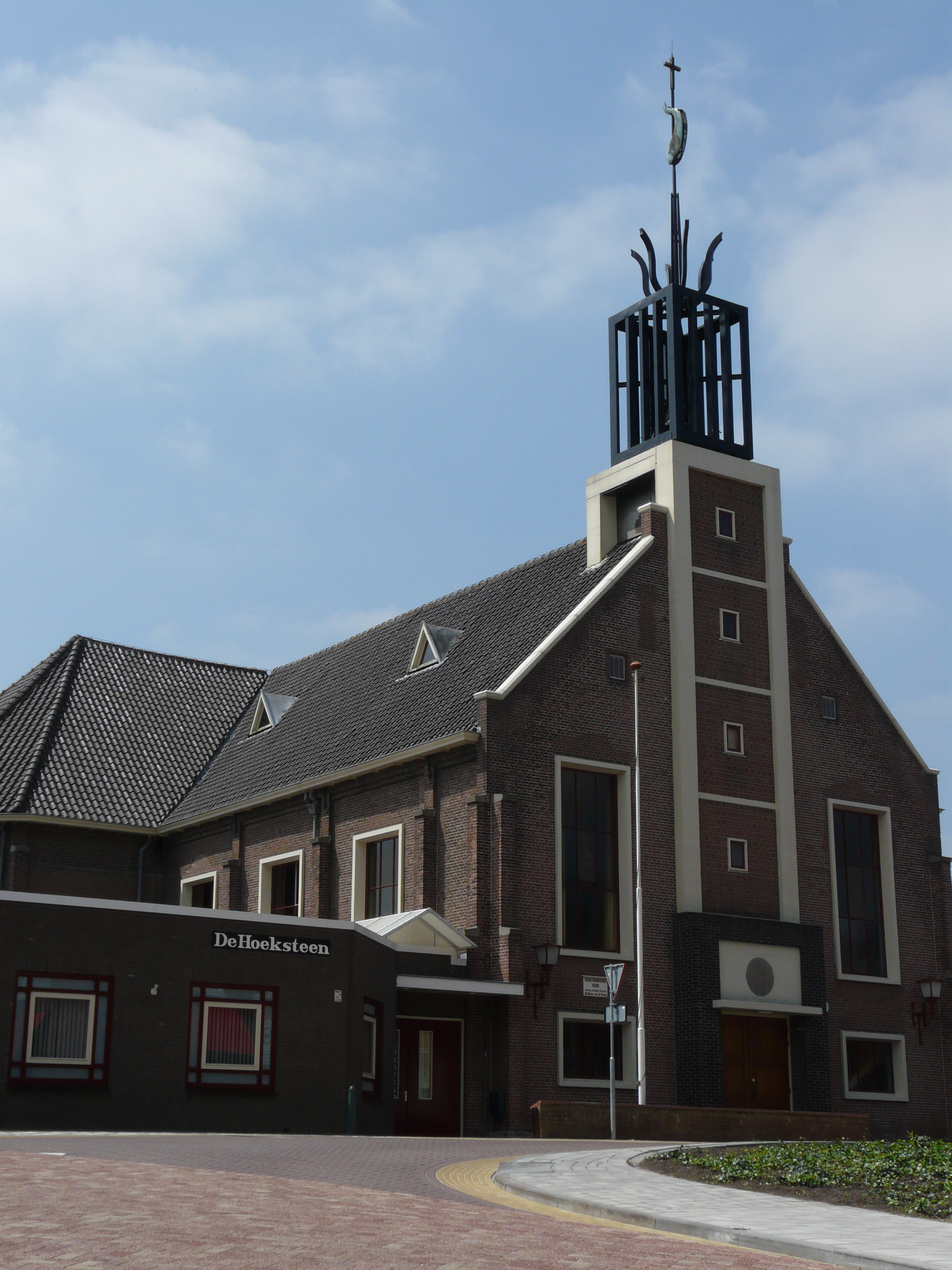
Реформістська церква
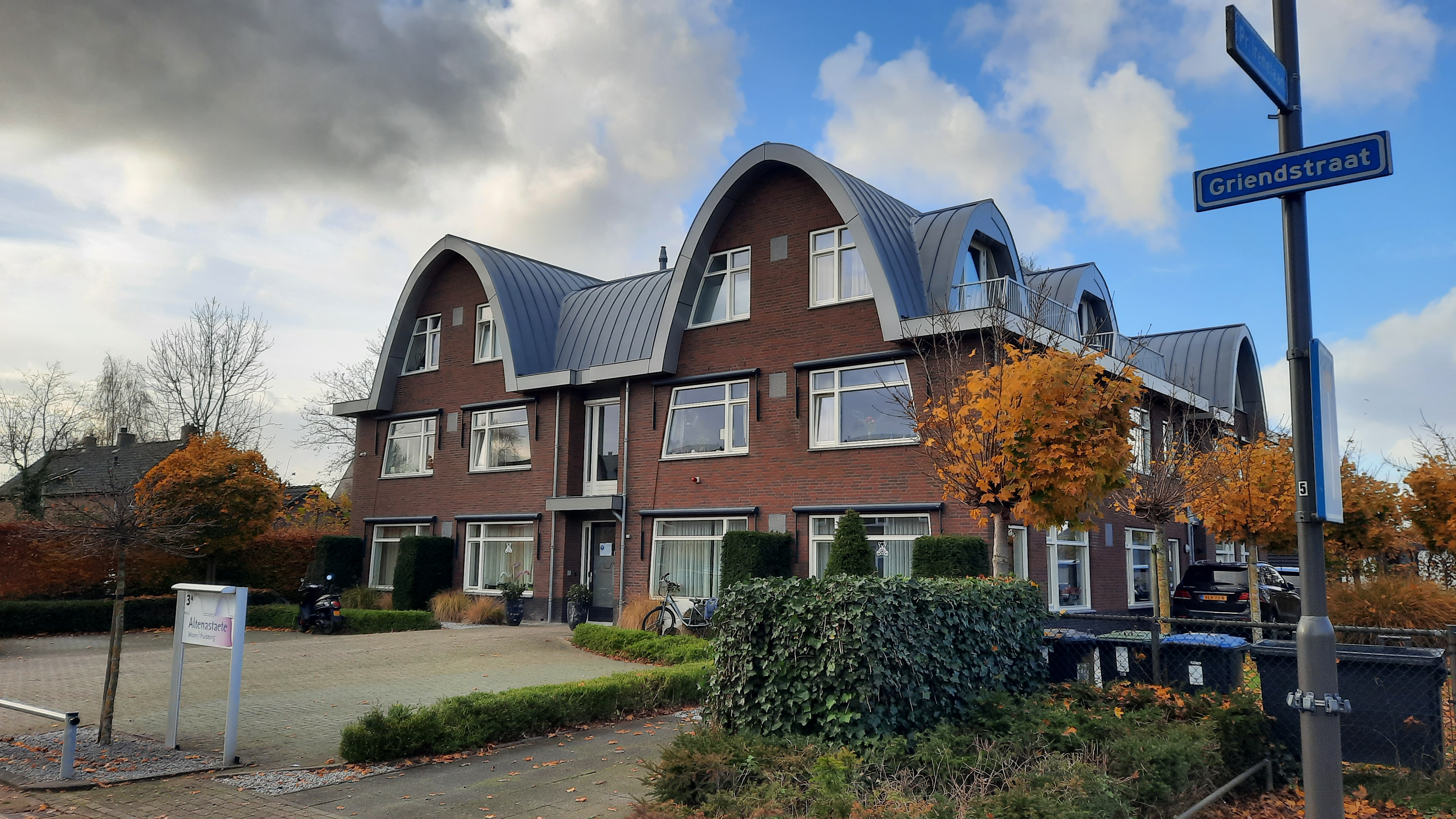
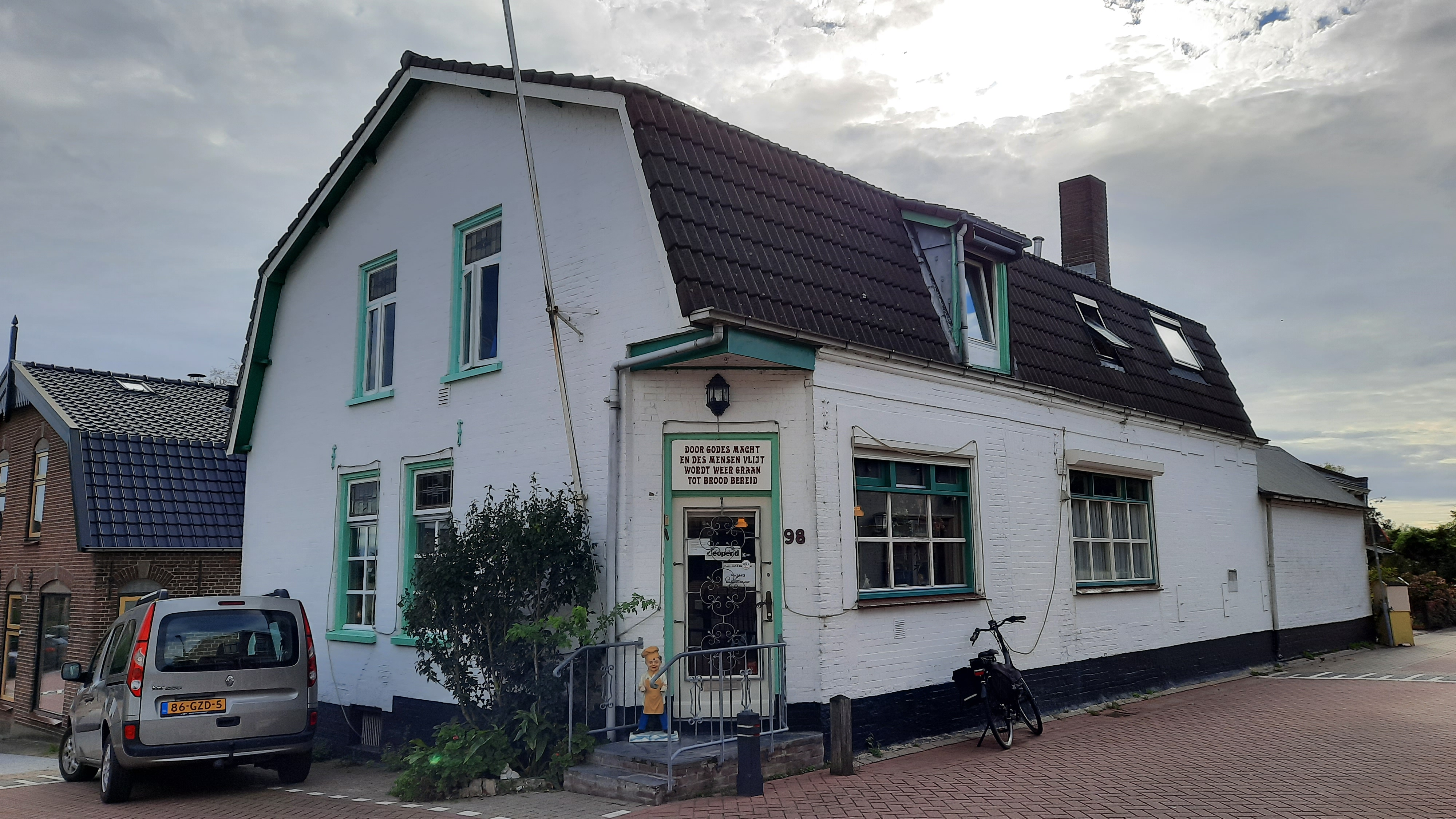
Пекарня
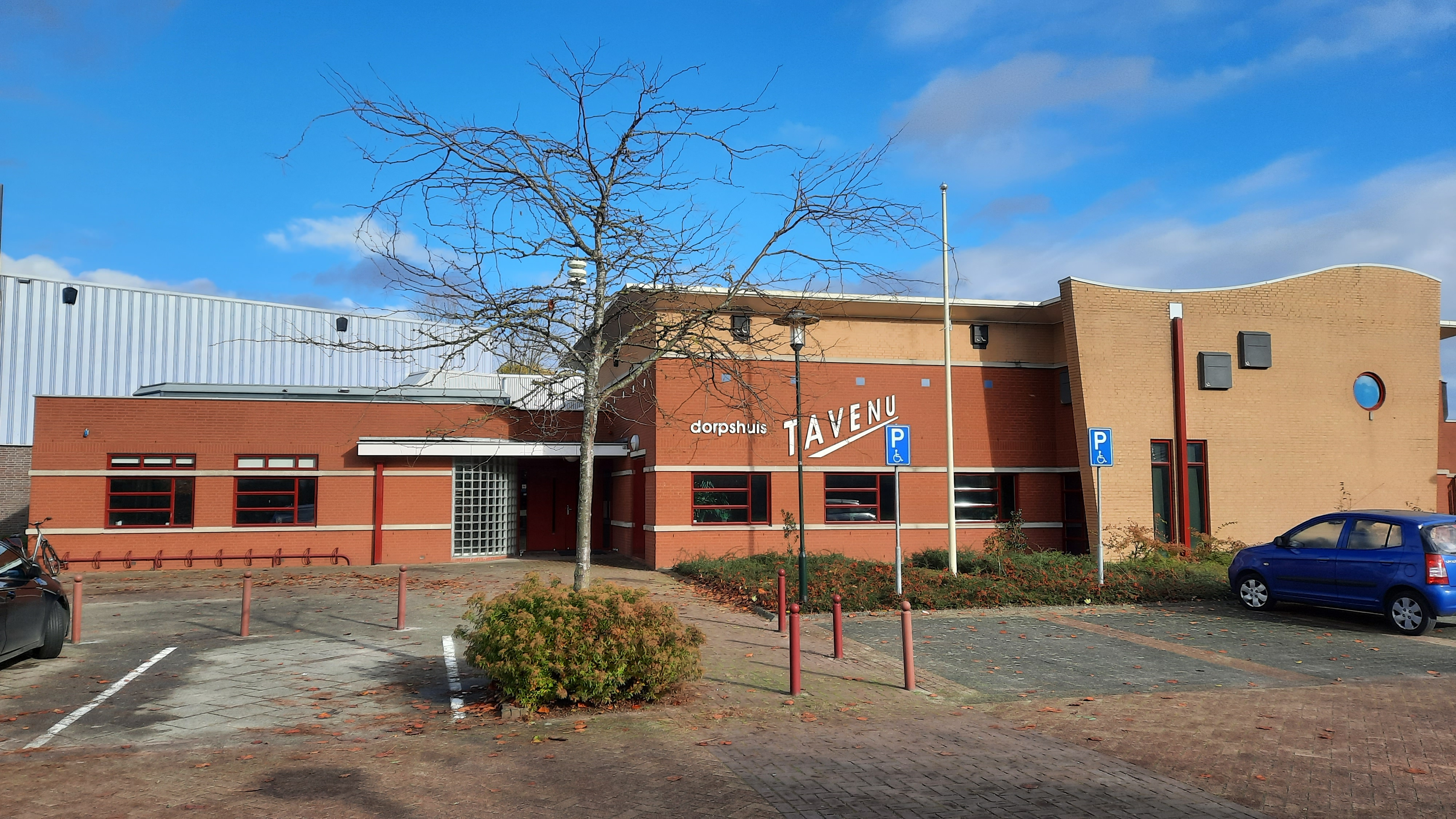
Культурний центр у селі